# Trappistenabtei Berryville
Die Trappistenabtei Berryville (lat. Abbatia Beatae Mariae de Sancta Cruce; engl. Our Lady of the Holy Cross Abbey) ist seit 1950 ein US-amerikanisches Kloster in Berryville, Clarke County (Virginia), Bistum Arlington.

## Geschichte
Die Trappistenabtei Spencer, die 1950 nach dem Brand der Abtei Our Lady of the Valley in Rhode Island nicht alle obdachlosen Mönche aufnehmen konnte, gründete noch im selben Jahr am Shenandoah River in Berryville, östlich Winchester (Virginia), 90 Kilometer westlich Washington, D.C., das Tochterkloster Our Lady of the Holy Cross („Heiligenkreuz“), das 1958 zur Abtei erhoben wurde.

### Obere und Äbte
- Owen Hoey (1950–1952)
- John Holohan (1952–1956)
- Hugues McKiernan (1956–1964)
- Thomas Porter (1964–1966)
- Edward McCorkell (1966–1980)
- Flavian Burns (1980–1984)
- Marc Delery (1984–1990)
- Flavian Burns (1990–1996)
- Benedict Simmonds (1996–1998)
- Robert Barnes (1998–)